# La Unión, Spanien
La Unión är en kommun i Spanien. Den ligger i den autonoma regionen Murcia i södra delen av landet, 400 km sydost om huvudstaden Madrid. Antalet invånare är 21 153 (2024).